# نحت الفواكه

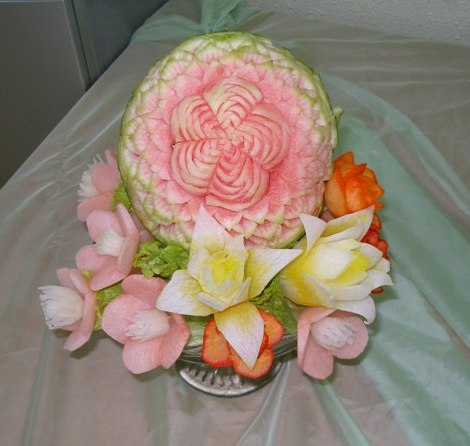
عدة فواكه منحوتة وهي أساسا هنا البطيخ الأحمر والبطيخ.

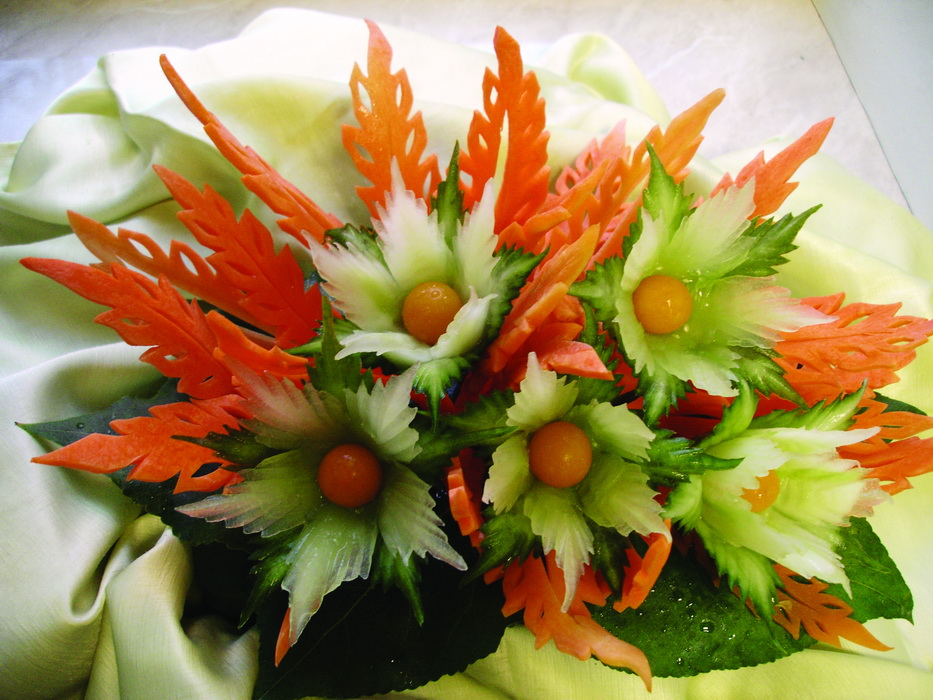
بعض الفواكه والخضر المنحوتة في شكل زهور ونباتات.

نحت الخضر والفواكه وتعرف أكثر بالتايلاندية باسم كاي-سا-لوك (Kae-Sa-Luk).
هذا الفن القديم لايزال يمارس في الحفلات الكبيرة في آسيا وحديثا في أمريكا. على الرغم من أن فناني كاي سا لوك ينحتون في العادة أشكال محتدمة وعميقة كالزهور وغيرها من النباتات وقليلا الحيوانات إلا أن بعض الفنانين استعملوا هذا الفن لتشكيل قطع فنية معاصرة.

أغلب هذه الأعمال لا تبقى أكثر من يوم أو يومين، ولذلك لعدم ترك لونه يتغير بسبب الهواء، يتم عادة رش بعض أنواع الفواكه بمزيج من الماء وعصير الليمون.

## التاريخ
لا يزال تحديد أصل هذا الفن مجالا للجدل، ولكن للكثير من الباحثين والمهتمين في الموضوع فإن هذا النوع يرجع لمملكة سوكوتاي (1238-1438)، بينما يظن أخرون أنها ترجع للسلالات الصينية كسلالة تانغ (618-906) وسونغ (960-1279)، أو إلى اليابان أين يسمى هذا الفن موكيمونو (剥き物، أو حرفيا «شيء مقشر»). 

حسب كتاب الزينة اليابانية، فن موكيمونو العريق  ليوكيكو وبوب هايدوك، فإن فن موكيمونو يرجع لحقبة قديمة حيث كانت أواني الأكل لم تزين بعد، وكانت تغطى بملاءة تفصل الأكل عن الأنية (يعني فترة قديمة جدا). الموكيمونو أصبح منتشرا شعبيا في القرن السادس عشر تحت حكم فترة إيدو. واليوم أصبح يشكل جزأ من أغلب مأكولات المطبخ الياباني.

### تايلاندا
النظرية الأكثر شعبية هي رجوع هذا الفن إلى القرن الرابع عشر وإرتاطه بالاحتفال الديني التايلاندي لوي كراتونغ، حيث هنا يترك المحتفلون عوامات صغيرة مزخرفة بأوراق الموز والأزهار وأشياء صغيرة أخرى.

في 1364، إحدى خدم ملك سوكوتاي فرا ريونغ، نونغ نوبامارت، أرادت صنع شيء مزخرف لها وحدها، فنحتت وردة على إحدى الخضر، بالإضافة إلى عصفور يقع بجانب الوردة. إنبهر الملك فرا ريونغ كثيرا وأمر بأن يتعلم كل نساء قصره هذا الفن الجديد.

الحماس بهذا الفن تغير عدة مرات بمرور القرون، حيث في 1808، قام الملك راما الثاني بكتابة قصيدة لهذا الفن. ولكن بعد انقلاب 24 يونيو 1934 في تايلاند، قيل أن هذا الفن لم يعد مهما، بينما في وقتنا الحاضر أصبح يدرس في المدارس في تايلاند.

## مقالات ذات صلة
- لوي كراتونغ
- ثقافة تايلاندية
- مطبخ ياباني
- مطبخ تايلاند

## روابط خارجية
- بعض الأشكال على اليوتيوب.